# Deidamia inscriptum
Deidamia inscriptum is een vlinder uit de familie van de pijlstaarten (Sphingidae). De wetenschappelijke naam van de soort werd in 1839 gepubliceerd door Thaddeus William Harris.

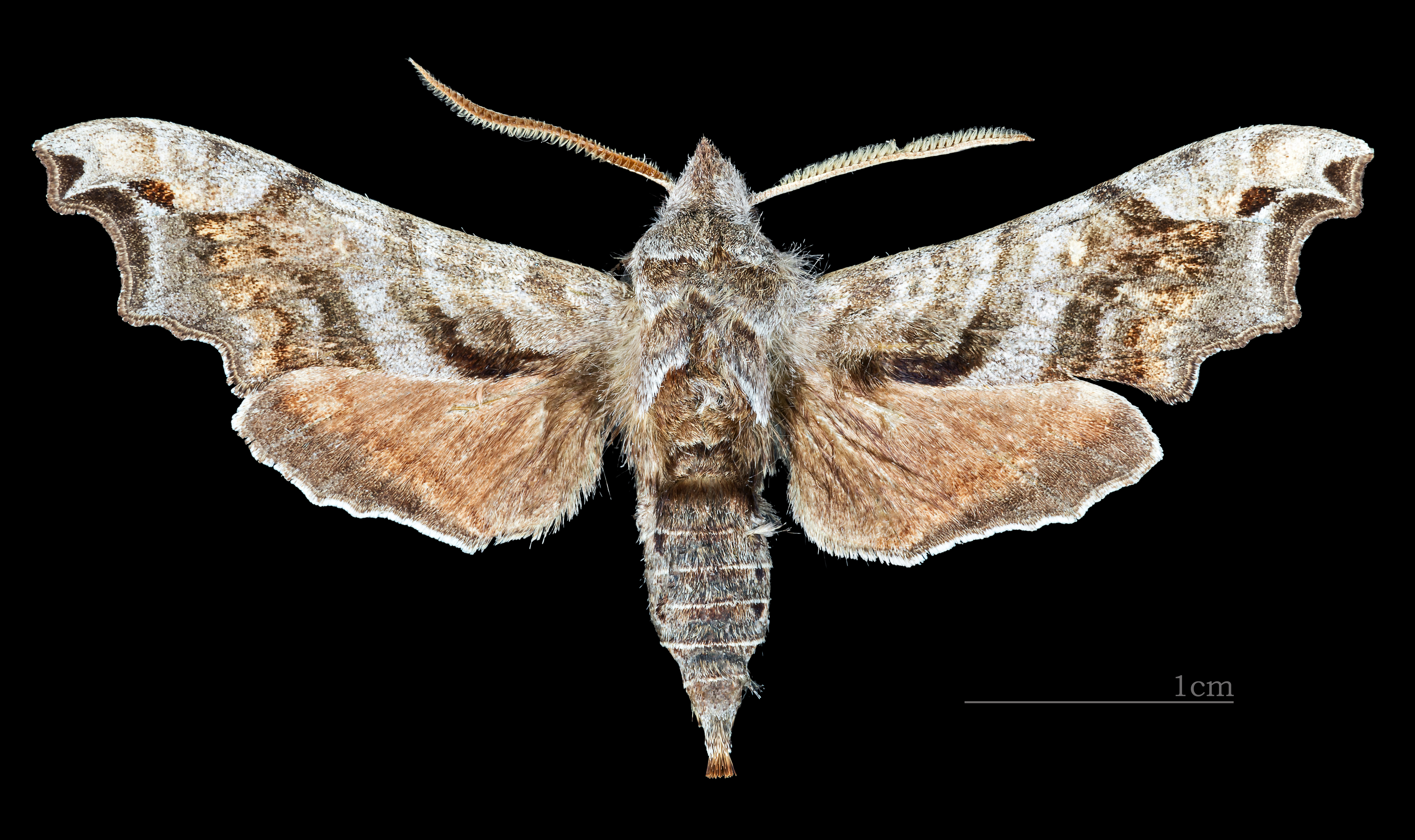
Deidamia inscriptum ♂
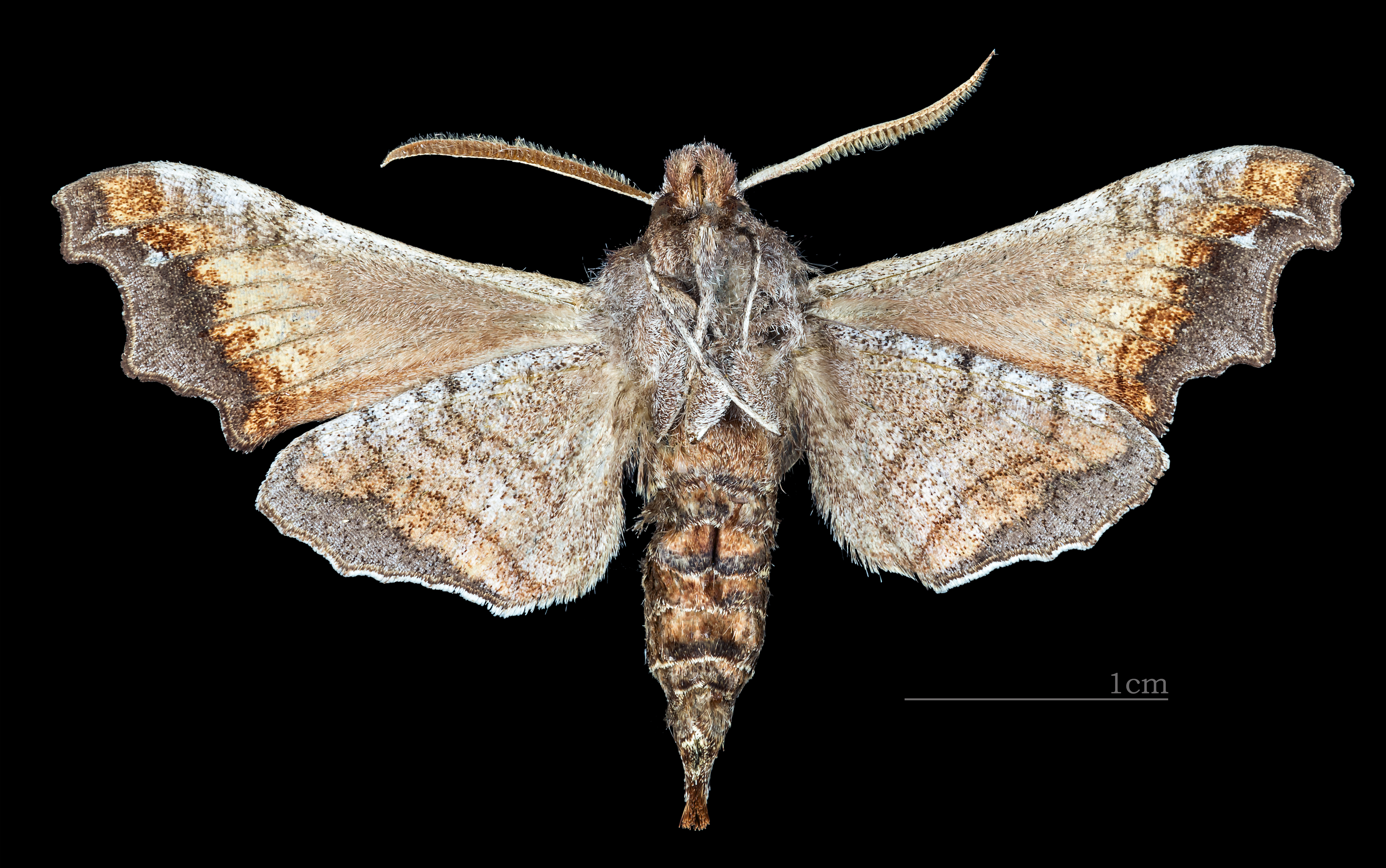
Deidamia inscriptum ♂  △
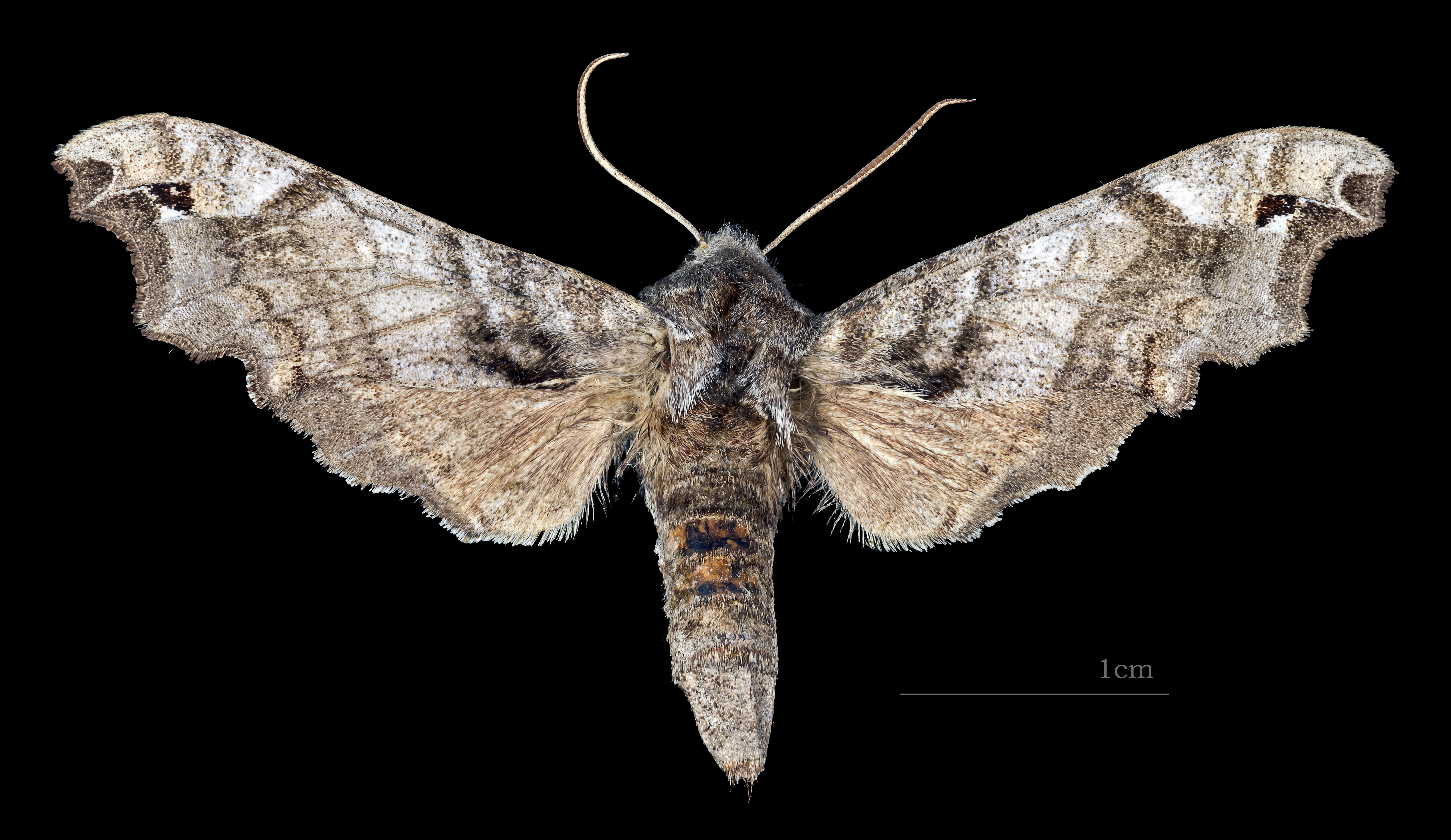
Deidamia inscriptum ♀
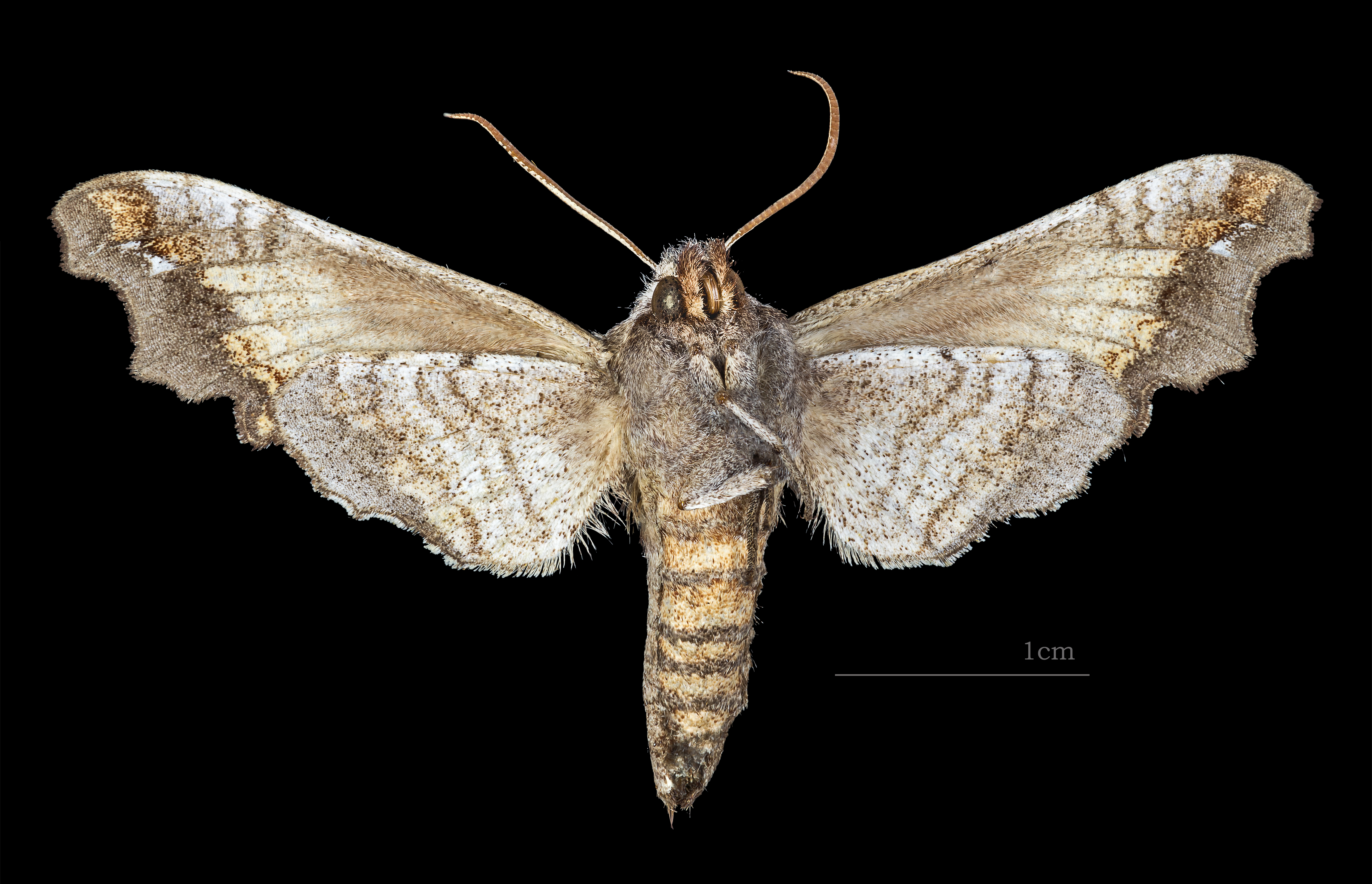
Deidamia inscriptum ♀  △